# Billy – Der Cowboy Hamster
Billy – Der Cowboy Hamster (Originaltitel: Billy le Hamster Cowboy) ist eine französische Zeichentrickserie aus dem Jahr 2023. Die Serie basiert auf den Kinderbüchern von Catharina Valckx. Die Erstausstrahlung im deutschsprachigen Raum erfolgte am 19. Februar 2024 im Rahmen des Toggolino-Programmfensters auf Super RTL.

## Inhalt
Die Hauptfigur der Serie, Billy der Hamster, lebt mit seinem Vater im Wilden Westen. Mit seinen besten Freunden, dem Regenwurm Jojo und dem Marder-Mädchen Susi erlebt er verschiedene Abenteuer, bei denen es vor allem auf Freundschaft und Zusammenhalt untereinander ankommt.

## Episodenliste
| Episodennummer | Titel                            | Originaler Titel                      | Erstausstrahlung (DE) |
| -------------- | -------------------------------- | ------------------------------------- | --------------------- |
| 1              | Auf der Suche nach Gold          | Les Chercheurs d’or                   | 19. Februar 2024      |
| 2              | Der neue Bibliothekar            | Le nouveau bibliothécaire             | 19. Februar 2024      |
| 3              | Kein Geburtstag ohne Nüsse!      | Pas d’anniversaire sans noisettes !   | 20. Februar 2024      |
| 4              | Billy reitet Rodeo               | Les as du rodéo                       | 20. Februar 2024      |
| 5              | Die Farbe der Kaktusblüten       | La tisane de cactus                   | 20. Februar 2024      |
| 6              | Der neue Sheriff                 | Le nouveau shérif                     | 21. Februar 2024      |
| 7              | Wo ist Barbaras Bücherwagen?     | La soupe aux pissenlits               | 22. Februar 2024      |
| 8              | Der Traumfänger                  | L’attrape-rêves                       | 22. Februar 2024      |
| 9              | Der goldene Wasserfall           | La cascade dorée                      | 23. Februar 2024      |
| 10             | Die Kuckucksuhr                  | Le coucou du vieux Jack               | 23. Februar 2024      |
| 11             | Ein Fuchs auf leisen Sohlen      | Un renard dans les pattes             | 26. Februar 2024      |
| 12             | Der Ruf der Feder                | L’appel de la plume                   | 26. Februar 2024      |
| 13             | Das Geheimnis im Nebel           | Mystère dans la brume                 | 27. Februar 2024      |
| 14             | Das Kartenduell                  | Le duel de cartes                     | 27. Februar 2024      |
| 15             | Das Konzert                      | Le concert                            | 28. Februar 2024      |
| 16             | Ein unbezahlbarer Schatz         | Un trésor inestimable                 | 28. Februar 2024      |
| 17             | Mr. Cassidy muss gerettet werden | Il faut sauver Monsieur Cassidy       | 29. Februar 2024      |
| 18             | Pancho, der König des Lassos     | Pancho le roi du lasso                | 29. Februar 2024      |
| 19             | Der Hut von Sergeant Kaktus      | Le chapeau du Sergent Cactus          | 01. März 2024         |
| 20             | Die lustigen Pfeifen von Barbara | Les drôles de sifflets de Barbichette | 01. März 2024         |
| 21             | Der Drachenkampf                 | La bataille de cerfs-volants          | 04. März 2024         |
| 22             | Der Sasquasch                    | A la belle étoile                     | 04. März 2024         |
| 23             | Die kleine große Party           | La toute petite fête                  | 17. März 2025         |
| 24             | Die große Reise                  | Le grand voyage                       | 18. März 2025         |
| 25             | Die wilden Nüsse                 | Les noisettes sauvages                | 05. März 2024         |
| 26             | Susis geheimer Freund            | L’ami secret de Suzie                 | 05. März 2024         |
| 27             | Eine Überraschung für Ollie      | Une surprise pour Ollie               | 06. März 2024         |
| 28             | Eine Medizin für Asta            | Les tournesols                        | 06. März 2024         |
| 29             | Die goldene Nuss                 | La noisette d’or                      | 07. März 2024         |
| 30             | Der magische Zozo                | Magico Zozo                           | 07. März 2024         |
| 31             | Picknick mit Hindernissen        | Le pique-nique de Didier              | 19. März 2025         |
| 32             | Der König der Schmetterlinge     | Le roi des papillons                  | 20. März 2025         |
| 33             | Billy, der echte Cowboy          | La légende de Billy                   | 21. März 2025         |
| 34             | Diego ist seltsam                | Gros Dur est bizarre                  | 24. März 2025         |
| 35             | Der Holzfäller                   | Les jeunes pousses                    | 25. März 2025         |
| 36             | Das Regenlied                    | Dansons sous la pluie                 | 26. März 2025         |
| 37             | Angriff der Winzlinge            | La guerre des moucherons              | 27. März 2025         |
| 38             | Postboten im Wilden Westen       | Farouk le petit cheval                | 28. März 2025         |
| 39             | Alles auf die Bühne!             | Tous en scène !                       | 31. März 2025         |
| 40             | Wie Billy seine Freunde fand     | La bande à Billy                      | 01. April 2025        |
| 41             | Besuch vom Weihnachtsmann        | Un Noël au ranch                      | 02. April 2025        |
| 42             | Geheimnisvolle Lichter           | Un mystérieux appel                   | 03. April 2025        |
| 43             | Diego, der beste Freund          | Gros Dur le grand frère               | 04. April 2025        |
| 44             | Der furchtbare Schrecklassnach   | Le croque-mitaine                     | 07. April 2025        |
| 45             | Der verhexte Affe                | Le jouet hanté                        | 08. April 2025        |
| 46             | Habe Mut!                        | Même pas peur                         | 09. April 2025        |
| 47             | Ein verregneter Nachmittag       | Une après-midi animée                 | 10. April 2025        |
| 48             | Jack ist krank                   | Jack est malade                       | 11. April 2025        |
| 49             | Ein Geschenk von Billys Mama     | La maman de Billy                     | 14. April 2025        |
| 50             | Die Rückkehr des Helden          | Le retour du héros                    | 15. April 2025        |
| 51             |                                  | Le jeu des devinettes                 |                       |
| 52             |                                  |                                       |                       |

## Rezeption
Der Elternratgeber für TV, Streaming & YouTube Flimmo bewertet die Protagonisten als „positive Vorbilder“ und lobt die „ruhige Machart der Serie“, welche sie besonders für „Medienanfänger“ empfehlenswert macht. Billy – Der Cowboy Hamster „inspirier[t] Kinder, ihre Umwelt zu erkunden und Neues zu entdecken“, zudem werden Werte wie Zusammenhalt und Teamwork vermittelt.